# Copa Heineken 2005–06
A Copa Heineken 2005-06 foi a 11ª edição do evento e foi vencida pela equipa irlandesa Munster.

## Times
| Grupo 1                                                                   | Grupo 2                                                     | Grupo 3                                                     | Grupo 4                                                           | Grupo 5                                                  | Grupo 6                                                                 |
| ------------------------------------------------------------------------- | ----------------------------------------------------------- | ----------------------------------------------------------- | ----------------------------------------------------------------- | -------------------------------------------------------- | ----------------------------------------------------------------------- |
| - Castres Olympique - Munster Rugby - Newport Gwent Dragons - Sale Sharks | - Cardiff Blues - Leeds Tykes - Rugby Calvisano - Perpignan | - Montferrand - Leicester Tigers - Ospreys - Stade Français | - Benetton Treviso - Biarritz Olympique - Saracens - Ulster Rugby | - Bath Rugby - Bourgoin - Glasgow Rugby - Leinster Rugby | - Edinburgh Rugby - Llanelli Scarlets - London Wasps - Stade Toulousain |

## Primeira fase

### Grupo 1
| 21 de Outubro de 2005 |         |               |              |
| Sale Sharks           | 27 - 13 | Munster Rugby | Edgeley Park |
|                       |         |               | Edgeley Park |

| 22 de Outubro de 2005 |         |                       |                      |
| Castres Olympique     | 29 - 24 | Newport Gwent Dragons | Stade Pierre Antoine |
|                       |         |                       | Stade Pierre Antoine |

| 28 de Outubro de 2005 |       |             |               |
| Newport Gwent Dragons | 11-38 | Sale Sharks | Rodney Parade |
|                       |       |             | Rodney Parade |

| 29 de Outubro de 2005 |         |                   |              |
| Munster Rugby         | 42 - 16 | Castres Olympique | Thomond Park |
|                       |         |                   | Thomond Park |

| 9 de Dezembro de 2005 |         |             |                      |
| Castres Olympique     | 16 - 20 | Sale Sharks | Stade Pierre Antoine |
|                       |         |             | Stade Pierre Antoine |

| 10 de Dezembro de 2005 |      |               |               |
| Newport Gwent Dragons  | 8-24 | Munster Rugby | Rodney Parade |
|                        |      |               | Rodney Parade |

| 16 de Dezembro de 2005 |        |                   |              |
| Sale Sharks            | 35 - 3 | Castres Olympique | Edgeley Park |
|                        |        |                   | Edgeley Park |

| 17 de Dezembro de 2005 |         |                       |              |
| Munster Rugby          | 30 - 18 | Newport Gwent Dragons | Thomond Park |
|                        |         |                       | Thomond Park |

| 13 de Janeiro de 2006 |      |               |                      |
| Castres Olympique     | 9-46 | Munster Rugby | Stade Pierre Antoine |
|                       |      |               | Stade Pierre Antoine |

| 15 de Janeiro de 2006 |       |                       |              |
| Sale Sharks           | 30-10 | Newport Gwent Dragons | Edgeley Park |
|                       |       |                       | Edgeley Park |

| 21 de Janeiro de 2006 |        |             |              |
| Munster Rugby         | 31 - 9 | Sale Sharks | Thomond Park |
|                       |        |             | Thomond Park |

| 21 de Janeiro de 2006 |         |                   |               |
| Newport Gwent Dragons | 28 - 17 | Castres Olympique | Rodney Parade |
|                       |         |                   | Rodney Parade |

Classificação
| Time                  | J | V | E | D | T+ | T- | T+/- | P+  | P-  | P+/- | 4+ | 7- | Pts |
| --------------------- | - | - | - | - | -- | -- | ---- | --- | --- | ---- | -- | -- | --- |
| Munster               | 6 | 5 | 0 | 1 | 22 | 6  | 16   | 186 | 87  | 99   | 3  | 0  | 23  |
| Sale Sharks           | 6 | 5 | 0 | 1 | 17 | 9  | 8    | 159 | 84  | 75   | 3  | 0  | 23  |
| Newport Gwent Dragons | 6 | 1 | 0 | 5 | 14 | 20 | −6   | 99  | 168 | −69  | 1  | 1  | 6   |
| Castres               | 6 | 1 | 0 | 5 | 8  | 26 | −18  | 90  | 195 | −105 | 1  | 1  | 6   |

Legenda: J Jogos, V Vitórias, E Empates, D Derrotas, T+ T- T+/- Tries a favor contra saldo, P+ P- P+/- Pontos a favor contra saldo, 4+ Bônus ofensivo, 7- Bônus defensivo, PTs Pontos,

### Grupo 2
| 22 de Outubro de 2005 |         |             |                   |
| Cardiff Blues         | 40 - 13 | Leeds Tykes | Cardiff Arms Park |
|                       |         |             | Cardiff Arms Park |

| 22 de Outubro de 2005 |      |           |                             |
| Rugby Calvisano       | 6-25 | Perpignan | Centro Sportivo San Michele |
|                       |      |           | Centro Sportivo San Michele |

| 28 de Outubro de 2005 |         |                 |                    |
| Leeds Tykes           | 33 - 16 | Rugby Calvisano | Headingley Stadium |
|                       |         |                 | Headingley Stadium |

| 28 de Outubro de 2005 |         |               |                  |
| Perpignan             | 37 - 14 | Cardiff Blues | Stade Aimé Giral |
|                       |         |               | Stade Aimé Giral |

| 10 de Dezembro de 2005 |       |               |                             |
| Rugby Calvisano        | 10-25 | Cardiff Blues | Centro Sportivo San Michele |
|                        |       |               | Centro Sportivo San Michele |

| 11 de Dezembro de 2005 |         |           |                    |
| Leeds Tykes            | 21 - 20 | Perpignan | Headingley Stadium |
|                        |         |           | Headingley Stadium |

| 17 de Dezembro de 2005 |         |                 |                   |
| Cardiff Blues          | 43 - 16 | Rugby Calvisano | Cardiff Arms Park |
|                        |         |                 | Cardiff Arms Park |

| 17 de Dezembro de 2005 |      |             |                  |
| Perpignan              | 12-8 | Leeds Tykes | Stade Aimé Giral |
|                        |      |             | Stade Aimé Giral |

| 14 de Janeiro de 2006 |      |           |                   |
| Cardiff Blues         | 3-21 | Perpignan | Cardiff Arms Park |
|                       |      |           | Cardiff Arms Park |

| 15 de Janeiro de 2006 |        |             |                             |
| Rugby Calvisano       | 0 - 20 | Leeds Tykes | Centro Sportivo San Michele |
|                       |        |             | Centro Sportivo San Michele |

| 22 de Janeiro de 2006 |        |               |                    |
| Leeds Tykes           | 48 - 3 | Cardiff Blues | Headingley Stadium |
|                       |        |               | Headingley Stadium |

| 22 de Janeiro de 2006 |        |                 |                  |
| Perpignan             | 45 - 0 | Rugby Calvisano | Stade Aimé Giral |
|                       |        |                 | Stade Aimé Giral |

Classificação
| Time          | J | V | E | D | T+ | T- | T+/- | P+  | P-  | P+/- | 4+ | 7- | Pts |
| ------------- | - | - | - | - | -- | -- | ---- | --- | --- | ---- | -- | -- | --- |
| Perpignan     | 6 | 5 | 0 | 1 | 20 | 5  | 15   | 160 | 52  | 108  | 2  | 1  | 23  |
| Leeds Tykes   | 6 | 4 | 0 | 2 | 19 | 9  | 10   | 143 | 91  | 52   | 3  | 1  | 20  |
| Cardiff Blues | 6 | 3 | 0 | 3 | 16 | 18 | −2   | 128 | 145 | −17  | 3  | 0  | 15  |
| Calvisano     | 6 | 0 | 0 | 6 | 4  | 27 | −23  | 48  | 191 | −143 | 0  | 0  | 0   |

Legenda: J Jogos, V Vitórias, E Empates, D Derrotas, T+ T- T+/- Tries a favor contra saldo, P+ P- P+/- Pontos a favor contra saldo, 4+ Bônus ofensivo, 7- Bônus defensivo, PTs Pontos,

### Grupo 3
| 22 de Outubro de 2005 |         |          |              |
| Leicester Tigers      | 57 - 23 | Clermond | Welford Road |
|                       |         |          | Welford Road |

| 23 de Outubro de 2005 |      |                |                 |
| Ospreys               | 13-8 | Stade Français | Liberty Stadium |
|                       |      |                | Liberty Stadium |

| 29 de Outubro de 2005 |      |                  |                |
| Stade Français        | 12-6 | Leicester Tigers | Stade Charlety |
|                       |      |                  | Stade Charlety |

| 30 de Outubro de 2005 |         |         |                       |
| Clermond              | 34 - 14 | Ospreys | Stade Marcel Michelin |
|                       |         |         | Stade Marcel Michelin |

| 10 de Dezembro de 2005 |       |                |                       |
| Clermond               | 12-16 | Stade Français | Stade Marcel Michelin |
|                        |       |                | Stade Marcel Michelin |

| 11 de Dezembro de 2005 |       |         |              |
| Leicester Tigers       | 30-10 | Ospreys | Welford Road |
|                        |       |         | Welford Road |

| 17 de Dezembro de 2005 |         |          |                  |
| Stade Français         | 47 - 28 | Clermond | Stade Jean Bouin |
|                        |         |          | Stade Jean Bouin |

| 18 de Dezembro de 2005 |         |                  |                 |
| Ospreys                | 15 - 17 | Leicester Tigers | Liberty Stadium |
|                        |         |                  | Liberty Stadium |

| 14 de Janeiro de 2006 |       |          |                 |
| Ospreys               | 26-12 | Clermond | Liberty Stadium |
|                       |       |          | Liberty Stadium |

| 15 de Janeiro de 2006 |         |                |              |
| Leicester Tigers      | 29 - 22 | Stade Français | Welford Road |
|                       |         |                | Welford Road |

| 20 de Janeiro de 2006 |         |                  |                       |
| Clermond              | 27 - 40 | Leicester Tigers | Stade Marcel Michelin |
|                       |         |                  | Stade Marcel Michelin |

| 20 de Janeiro de 2006 |         |         |                  |
| Stade Français        | 43 - 10 | Ospreys | Stade Jean Bouin |
|                       |         |         | Stade Jean Bouin |

Classificação
| Time              | J | V | E | D | T+ | T- | T+/- | P+  | P-  | P+/- | 4+ | 7- | Pts |
| ----------------- | - | - | - | - | -- | -- | ---- | --- | --- | ---- | -- | -- | --- |
| Leicester Tigers  | 6 | 5 | 0 | 1 | 19 | 10 | 9    | 179 | 111 | 68   | 3  | 1  | 24  |
| Stade Français    | 6 | 4 | 0 | 2 | 16 | 7  | 9    | 148 | 98  | 50   | 2  | 2  | 20  |
| Ospreys           | 6 | 2 | 0 | 4 | 9  | 20 | −11  | 90  | 144 | −54  | 0  | 1  | 9   |
| Clermont Auvergne | 6 | 1 | 0 | 5 | 14 | 21 | −7   | 136 | 200 | −64  | 1  | 1  | 6   |

Legenda: J Jogos, V Vitórias, E Empates, D Derrotas, T+ T- T+/- Tries a favor contra saldo, P+ P- P+/- Pontos a favor contra saldo, 4+ Bônus ofensivo, 7- Bônus defensivo, PTs Pontos,

### Grupo 4
| 21 de Outubro de 2005 |        |                  |           |
| Ulster Rugby          | 27 - 0 | Benetton Treviso | Ravenhill |
|                       |        |                  | Ravenhill |

| 23 de Outubro de 2005 |       |                    |               |
| Saracens              | 22-10 | Biarritz Olympique | Vicarage Road |
|                       |       |                    | Vicarage Road |

| 29 de Outubro de 2005 |         |          |                           |
| Benetton Treviso      | 17 - 30 | Saracens | Stadio Comunale di Monigo |
|                       |         |          | Stadio Comunale di Monigo |

| 29 de Outubro de 2005 |         |              |                          |
| Biarritz Olympique    | 33 - 19 | Ulster Rugby | Parc des Sports Aguilera |
|                       |         |              | Parc des Sports Aguilera |

| 9 de Dezembro de 2005 |       |          |           |
| Ulster Rugby          | 19-10 | Saracens | Ravenhill |
|                       |       |          | Ravenhill |

| 11 de Dezembro de 2005 |        |                  |                          |
| Biarritz Olympique     | 34 - 7 | Benetton Treviso | Parc des Sports Aguilera |
|                        |        |                  | Parc des Sports Aguilera |

| 17 de Dezembro de 2005 |       |              |               |
| Saracens               | 18-10 | Ulster Rugby | Vicarage Road |
|                        |       |              | Vicarage Road |

| 17 de Dezembro de 2005 |         |                    |                           |
| Benetton Treviso       | 24 - 38 | Biarritz Olympique | Stadio Comunale di Monigo |
|                        |         |                    | Stadio Comunale di Monigo |

| 13 de Janeiro de 2006 |      |                    |           |
| Ulster Rugby          | 8-24 | Biarritz Olympique | Ravenhill |
|                       |      |                    | Ravenhill |

| 15 de Janeiro de 2006 |         |                  |               |
| Saracens              | 35 - 30 | Benetton Treviso | Vicarage Road |
|                       |         |                  | Vicarage Road |

| 21 de Janeiro de 2006 |         |              |                           |
| Benetton Treviso      | 26 - 43 | Ulster Rugby | Stadio Comunale di Monigo |
|                       |         |              | Stadio Comunale di Monigo |

| 21 de Janeiro de 2006 |         |          |                          |
| Biarritz Olympique    | 43 - 13 | Saracens | Parc des Sports Aguilera |
|                       |         |          | Parc des Sports Aguilera |

Classificação
| Time             | J | V | E | D | T+ | T- | T+/- | P+  | P-  | P+/- | 4+ | 7- | Pts |
| ---------------- | - | - | - | - | -- | -- | ---- | --- | --- | ---- | -- | -- | --- |
| Biarritz         | 6 | 5 | 0 | 1 | 24 | 10 | 14   | 182 | 93  | 89   | 4  | 0  | 24  |
| Saracens         | 6 | 4 | 0 | 2 | 12 | 13 | −1   | 128 | 129 | −1   | 1  | 0  | 17  |
| Ulster           | 6 | 3 | 0 | 3 | 15 | 13 | 2    | 126 | 111 | 15   | 2  | 0  | 14  |
| Benetton Treviso | 6 | 0 | 0 | 6 | 13 | 28 | −15  | 104 | 207 | −103 | 2  | 1  | 3   |

Legenda: J Jogos, V Vitórias, E Empates, D Derrotas, T+ T- T+/- Tries a favor contra saldo, P+ P- P+/- Pontos a favor contra saldo, 4+ Bônus ofensivo, 7- Bônus defensivo, PTs Pontos,

### Grupo 5
| 21 de Outubro de 2005 |      |               |                    |
| Bourgoin              | 16-3 | Glasgow Rugby | Stade Pierre Rajon |
|                       |      |               | Stade Pierre Rajon |

| 22 de Outubro de 2005 |         |            |     |
| Leinster Rugby        | 19 - 22 | Bath Rugby | RDS |
|                       |         |            | RDS |

| 29 de Outubro de 2005 |         |          |                       |
| Bath Rugby            | 39 - 12 | Bourgoin | The Recreation Ground |
|                       |         |          | The Recreation Ground |

| 30 de Outubro de 2005 |         |                |           |
| Glasgow Rugby         | 20 - 33 | Leinster Rugby | Hughenden |
|                       |         |                | Hughenden |

| 10 de Dezembro de 2005 |         |               |                       |
| Bath Rugby             | 31 - 26 | Glasgow Rugby | The Recreation Ground |
|                        |         |               | The Recreation Ground |

| 10 de Dezembro de 2005 |        |          |     |
| Leinster Rugby         | 53 - 7 | Bourgoin | RDS |
|                        |        |          | RDS |

| 16 de Dezembro de 2005 |       |            |               |
| Glasgow Rugby          | 10-29 | Bath Rugby | Firhill Arena |
|                        |       |            | Firhill Arena |

| 17 de Dezembro de 2005 |         |                |                    |
| Bourgoin               | 30 - 28 | Leinster Rugby | Stade Pierre Rajon |
|                        |         |                | Stade Pierre Rajon |

| 13 de Janeiro de 2006 |      |            |                    |
| Bourgoin              | 9-22 | Bath Rugby | Stade Pierre Rajon |
|                       |      |            | Stade Pierre Rajon |

| 14 de Janeiro de 2006 |         |               |     |
| Leinster Rugby        | 46 - 22 | Glasgow Rugby | RDS |
|                       |         |               | RDS |

| 22 de Janeiro de 2006 |         |                |                       |
| Bath Rugby            | 23 - 35 | Leinster Rugby | The Recreation Ground |
|                       |         |                | The Recreation Ground |

| 22 de Janeiro de 2006 |         |          |               |
| Glasgow Rugby         | 50 - 35 | Bourgoin | Firhill Arena |
|                       |         |          | Firhill Arena |

Classificação
| Time     | J | V | E | D | T+ | T- | T+/- | P+  | P-  | P+/- | 4+ | 7- | Pts |
| -------- | - | - | - | - | -- | -- | ---- | --- | --- | ---- | -- | -- | --- |
| Bath     | 6 | 5 | 0 | 1 | 18 | 9  | 9    | 166 | 111 | 55   | 3  | 0  | 23  |
| Leinster | 6 | 4 | 0 | 2 | 28 | 13 | 15   | 214 | 124 | 90   | 4  | 2  | 22  |
| Bourgoin | 6 | 2 | 0 | 4 | 9  | 24 | −15  | 109 | 195 | −86  | 1  | 0  | 9   |
| Glasgow  | 6 | 1 | 0 | 5 | 16 | 25 | −9   | 131 | 190 | −59  | 1  | 1  | 6   |

Legenda: J Jogos, V Vitórias, E Empates, D Derrotas, T+ T- T+/- Tries a favor contra saldo, P+ P- P+/- Pontos a favor contra saldo, 4+ Bônus ofensivo, 7- Bônus defensivo, PTs Pontos,

### Grupo 6
| 22 de Outubro de 2005 |         |                   |                     |
| Stade Toulousain      | 50 - 28 | Llanelli Scarlets | Stade Ernest Wallon |
|                       |         |                   | Stade Ernest Wallon |

| 23 de Outubro de 2005 |         |              |             |
| Edinburgh Rugby       | 32 - 31 | London Wasps | Murrayfield |
|                       |         |              | Murrayfield |

| 29 de Outubro de 2005 |         |                 |              |
| Llanelli Scarlets     | 15 - 13 | Edinburgh Rugby | Stradey Park |
|                       |         |                 | Stradey Park |

| 30 de Outubro de 2005 |         |                  |            |
| London Wasps          | 15 - 15 | Stade Toulousain | Adams Park |
|                       |         |                  | Adams Park |

| 10 de Dezembro de 2005 |         |                  |             |
| Edinburgh Rugby        | 13 - 20 | Stade Toulousain | Murrayfield |
|                        |         |                  | Murrayfield |

| 11 de Dezembro de 2005 |         |              |              |
| Llanelli Scarlets      | 21 - 13 | London Wasps | Stradey Park |
|                        |         |              | Stradey Park |

| 16 de Dezembro de 2005 |         |                 |                     |
| Stade Toulousain       | 35 - 13 | Edinburgh Rugby | Stade Ernest Wallon |
|                        |         |                 | Stade Ernest Wallon |

| 18 de Dezembro de 2005 |         |                   |            |
| London Wasps           | 48 - 14 | Llanelli Scarlets | Adams Park |
|                        |         |                   | Adams Park |

| 14 de Janeiro de 2006 |         |              |                 |
| Stade Toulousain      | 19 - 13 | London Wasps | Stade Municipal |
|                       |         |              | Stade Municipal |

| 14 de Janeiro de 2006 |         |                   |             |
| Edinburgh Rugby       | 33 - 32 | Llanelli Scarlets | Murrayfield |
|                       |         |                   | Murrayfield |

| 21 de Janeiro de 2006 |         |                  |              |
| Llanelli Scarlets     | 42 - 49 | Stade Toulousain | Stradey Park |
|                       |         |                  | Stradey Park |

| 21 de Janeiro de 2006 |         |                 |            |
| London Wasps          | 53 - 17 | Edinburgh Rugby | Adams Park |
|                       |         |                 | Adams Park |

Classificação
| Time              | J | V | E | D | T+ | T- | T+/- | P+  | P-  | P+/- | 4+ | 7- | Pts |
| ----------------- | - | - | - | - | -- | -- | ---- | --- | --- | ---- | -- | -- | --- |
| Toulouse          | 6 | 5 | 1 | 0 | 22 | 11 | 11   | 188 | 124 | 64   | 3  | 0  | 25  |
| Wasps             | 6 | 2 | 1 | 3 | 18 | 13 | 5    | 173 | 118 | 55   | 2  | 2  | 14  |
| Llanelli Scarlets | 6 | 2 | 0 | 4 | 18 | 26 | −8   | 152 | 206 | −54  | 2  | 2  | 12  |
| Edinburgh         | 6 | 2 | 0 | 4 | 14 | 22 | −8   | 121 | 186 | −65  | 1  | 2  | 11  |

Legenda: J Jogos, V Vitórias, E Empates, D Derrotas, T+ T- T+/- Tries a favor contra saldo, P+ P- P+/- Pontos a favor contra saldo, 4+ Bônus ofensivo, 7- Bônus defensivo, PTs Pontos,

### Atribuição de lugares
| Vaga | Segundos         | Pts | TF | +/−  |
| ---- | ---------------- | --- | -- | ---- |
| 1    | Toulouse         | 25  | 22 | +64  |
| 2    | Biarritz         | 24  | 24 | +89  |
| 3    | Leicester Tigers | 24  | 19 | +68  |
| 4    | Munster          | 23  | 22 | +99  |
| 5    | Perpignan        | 23  | 20 | +108 |
| 6    | Bath             | 23  | 18 | +55  |
| Vaga | Segundos         | Pts | TF | +/−  |
| 7    | Sale Sharks      | 23  | 17 | +75  |
| 8    | Leinster         | 22  | 28 | +90  |
| –    | Leeds Tykes      | 20  | 19 | +108 |
| –    | Stade Français   | 20  | 16 | +50  |
| –    | Saracens         | 17  | 12 | −1   |
| –    | London Wasps     | 14  | 18 | +55  |

## Segunda fase
|  | Quartas de final                         | Quartas de final                     |                                          |    | Semifinais | Semifinais |  |  | Final | Final |
|  |                                          |                                      |                                          |    |            |            |  |  |       |       |
|  | 1 de abril - Walkers Stadium, Leicester  |                                      |                                          |    |            |            |  |  |       |       |
|  |                                          |                                      |                                          |    |            |            |  |  |       |       |
|  | Leicester Tigers                         | 12                                   |                                          |    |            |            |  |  |       |       |
|  | Leicester Tigers                         | 12                                   | 22 de abril - Estadio Anoeta, Donostia   |    |            |            |  |  |       |       |
|  | Bath                                     | 15                                   |                                          |    |            |            |  |  |       |       |
|  | Bath                                     | 15                                   | Biarritz Olympique                       | 18 |            |            |  |  |       |       |
|  | 2 de abril - Estadio Anoeta, Donostia    |                                      | Biarritz Olympique                       | 18 |            |            |  |  |       |       |
|  |                                          | Bath                                 | 9                                        |    |            |            |  |  |       |       |
|  | Biarritz Olympique                       | Bath                                 | 9                                        | 18 |            |            |  |  |       |       |
|  | Biarritz Olympique                       |                                      | 20 de maio - Millennium Stadium, Cardiff | 18 |            |            |  |  |       |       |
|  | Sale Sharks                              | 9                                    |                                          |    |            |            |  |  |       |       |
|  | Sale Sharks                              | 9                                    | Biarritz Olympique                       | 19 |            |            |  |  |       |       |
|  | 1 de abril - Stade de Toulouse, Toulouse |                                      | Biarritz Olympique                       | 19 |            |            |  |  |       |       |
|  |                                          | Munster                              | 23                                       |    |            |            |  |  |       |       |
|  | Toulouse                                 | Munster                              | 23                                       | 35 |            |            |  |  |       |       |
|  | Toulouse                                 | 23 de abril - Lansdowne Road, Dublin |                                          | 35 |            |            |  |  |       |       |
|  | Leinster                                 | 41                                   |                                          |    |            |            |  |  |       |       |
|  | Leinster                                 | 41                                   | Leinster                                 | 6  |            |            |  |  |       |       |
|  | 1 de abril - Lansdowne Road, Dublin      |                                      | Leinster                                 | 6  |            |            |  |  |       |       |
|  |                                          | Munster                              | 30                                       |    |            |            |  |  |       |       |
|  | Munster                                  | Munster                              | 30                                       | 19 |            |            |  |  |       |       |
|  | Munster                                  |                                      |                                          | 19 |            |            |  |  |       |       |
|  | Perpignan                                | 10                                   |                                          |    |            |            |  |  |       |       |
|  | Perpignan                                | 10                                   |                                          |    |            |            |  |  |       |       |

### Quartas-de-final
| 1 de Abril de 2006 |       |            |                            |
| Leicester Tigers   | 12-15 | Bath Rugby | Walkers Stadium. Leicester |
|                    |       |            | Walkers Stadium. Leicester |

| 1 de Abril de 2006 |         |                |                           |
| Stade Toulousain   | 35 - 41 | Leinster Rugby | Stade Municipal, Toulouse |
|                    |         |                | Stade Municipal, Toulouse |

| 1 de Abril de 2006 |       |           |                        |
| Munster Rugby      | 19-10 | Perpignan | Lansdowne Road. Dublin |
|                    |       |           | Lansdowne Road. Dublin |

| 2 de Abril de 2006 |      |             |                               |
| Biarritz Olympique | 11-6 | Sale Sharks | Estádio Anoeta, San Sebastián |
|                    |      |             | Estádio Anoeta, San Sebastián |

### Semi-finais
| 22 de Abril de 2006 |      |            |                               |
| Biarritz Olympique  | 18-9 | Bath Rugby | Estádio Anoeta, San Sebastián |
|                     |      |            | Estádio Anoeta, San Sebastián |

| 23 de Abril de 2006 |      |               |                        |
| Leinster Rugby      | 6-30 | Munster Rugby | Lansdowne Road. Dublin |
|                     |      |               | Lansdowne Road. Dublin |

## Final

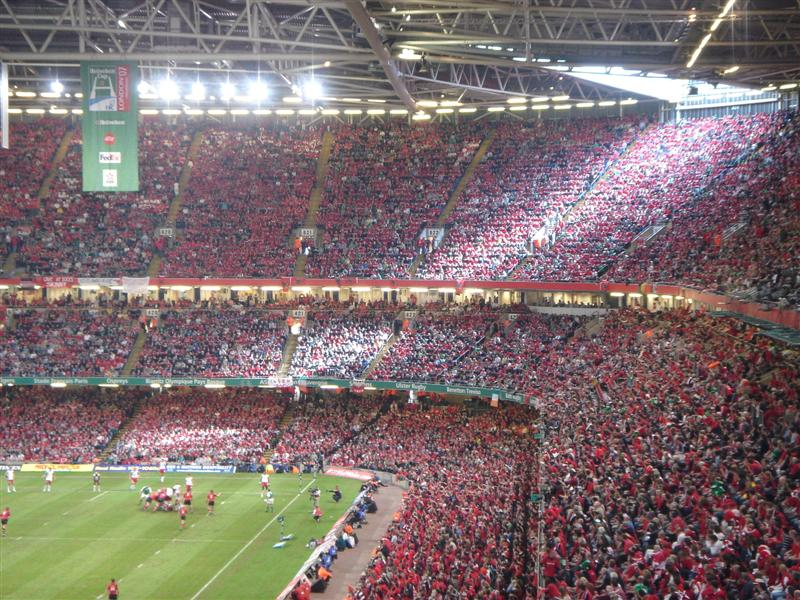
Final da Copa Heineken 2005-2006 no Millenium Stadium.

| 20 de Maio de 2006                                                                       |         | |                                                                  |
| Biarritz Olympique                                                                       | 19 - 23 | Munster Rugby                                                                                              | Millennium Stadium, Cardiff Público: 74,534 Árbitro: Chris White |
| Try: Sireli Bobo 2' c Con: Dimitri Yachvili Pen: Dimitri Yachvili (4) 22', 48', 51', 70' |         | Tries: Trevor Halstead 17' c Peter Stringer 31' c Con: Ronan O'Gara (2) Pen: Ronan O'Gara (3) 7', 42', 73' | Millennium Stadium, Cardiff Público: 74,534 Árbitro: Chris White |

## Campeão
| Copa Heineken 2005-06                          |
| ---------------------------------------------- |
| Munster Rugby Província de Munster (1º título) |